# Božidar Ferjančić
Božidar Ferjančić (cyr. Божидар Ферјанчић; ur. 17 lutego 1929 w Belgradzie, zm. 28 czerwca 1998 tamże) – serbski historyk-bizantynolog.

## Życiorys
W 1953 roku ukończył studia historyczne na Wydziale Filozoficznym Uniwersytetu w Belgradzie. W 1960 roku uzyskał stopień naukowy doktora. Od 1965 roku pracował jako profesor uczelni, a w 1970 roku uzyskał tytuł naukowy profesora. Kierował zakładem bizantynologii. W 1977 roku został dyrektorem instytutu bizantynologicznego. Przedmiotem jego naukowych zainteresowań były w szczególności: problematyka ekonomiczna, instytucjonalna i ekonomiczna Cesarstwa Bizantyńskiego oraz stosunki bizantyńsko-słowiańskie. Na emeryturę przeszedł w 1994 roku.

## Wybrane dzieła
(opracowano na podstawie materiału źródłowego)
- Despoti u Vizantiji i južnoslovenskim zemljama (1960)
- Vizantija i Južni Sloveni (1966)
- Tesalija u XIII i XIV veku (1974)
- Vizantijski i srpski Ser u XIV. stoleću (1994)
- Stefan Dušan car i kralj (1331–1355) (pośmiertnie, 2005)